# Koruna římského krále Karla IV.

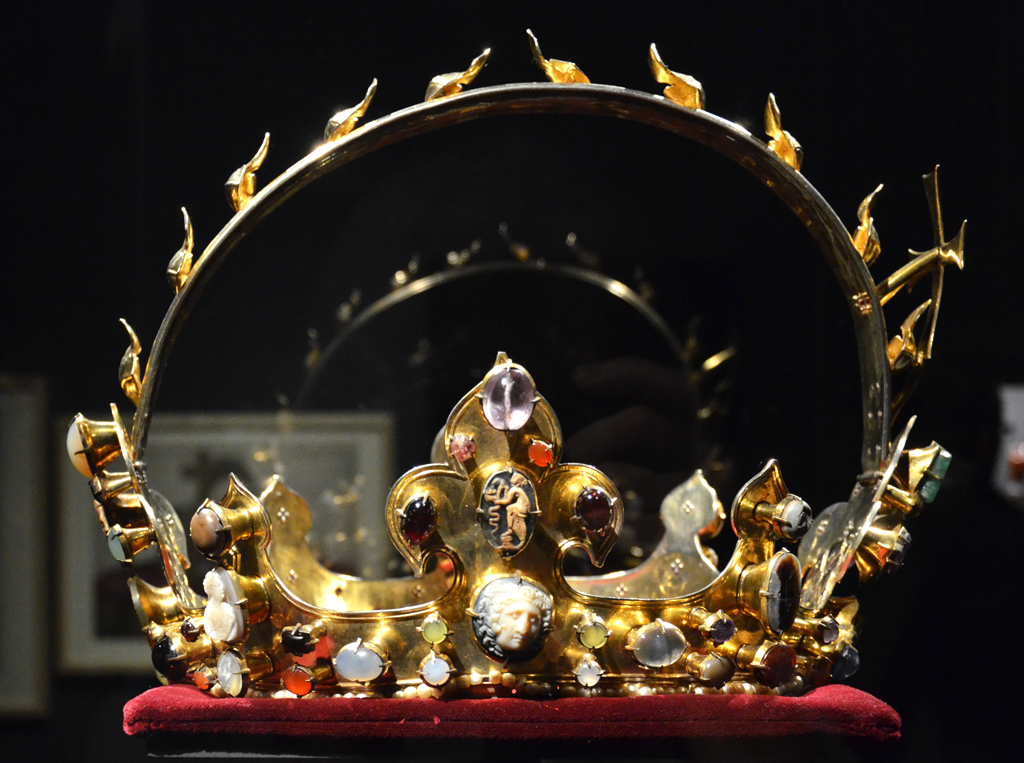
Koruna římského krále Karla IV. (bok)

Koruna římského krále byla zhotovena pro Karla IV. při příležitosti korunovace králem Svaté říše římské 25. července 1349 v Cáchách. Karel IV. byl už předtím korunován jako římskoněmecký král dne 26. listopadu 1346 v Bonnu. Korunovace v Cáchách, nad hrobem Karla Velikého, měla symbolický význam přihlášení ke státotvorné a sakrální tradici zakladatele Svaté říše římské. Titul král užíval zvolený panovník Svaté říše římské až do oficiální korunovace císařskou korunou v Římě.

## Popis

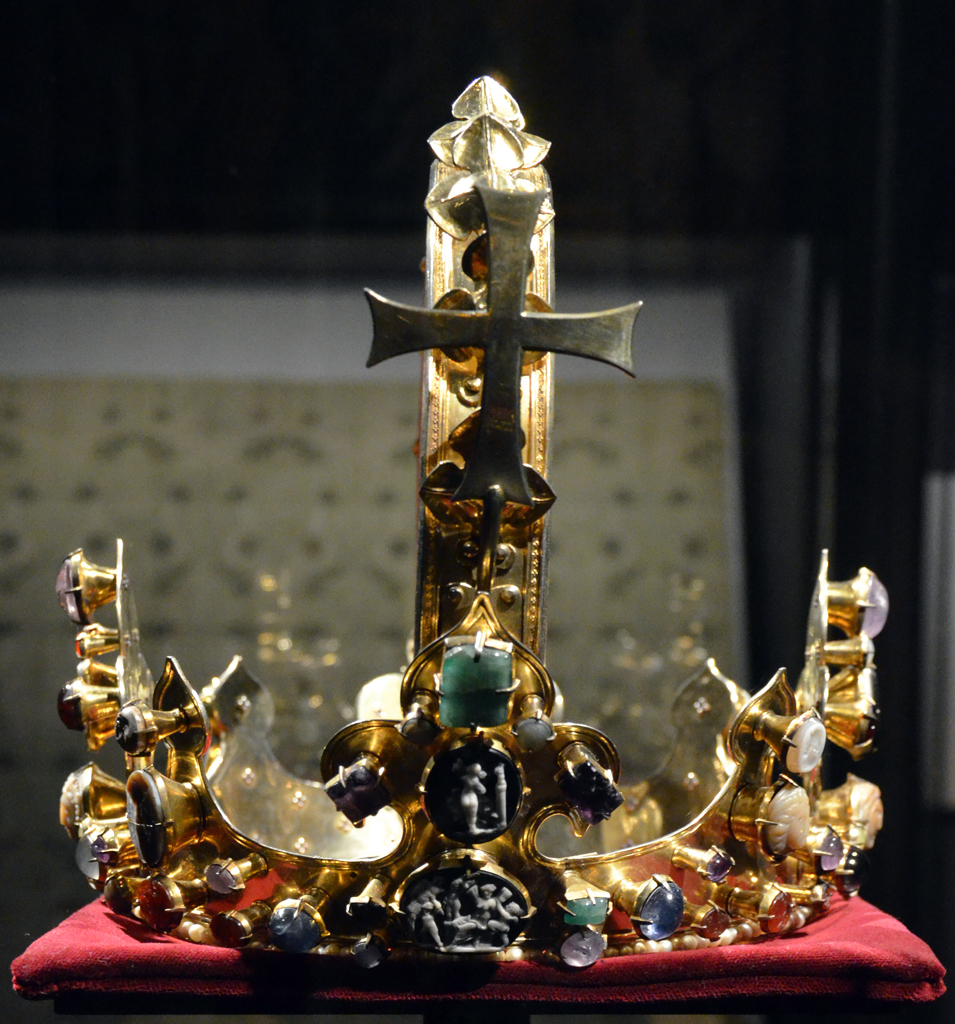
Koruna římského krále Karla IV. (čelo)

Koruna byla vyrobena ve dvorní zlatnické dílně v Praze. Je ze zlaceného stříbra a zdobí ji antické a byzantské kameje, antické gemy a drahé kameny. Po stranách obroučky jsou otvory pro uchycení zlatnických závěsů. Koruna vychází z francouzských vzorů a lze předpokládat, že ji zhotovili francouzští zlatníci, kteří v té době pracovali pro Karla IV. Předlohou byla dosud zachovaná ostatková koruna bývalého Paracletova opatství v Amiens ze 2. pol. 13. století. Ta se liší dvojnásobným počtem rostlinných ozdob (fleuronů) a výzdobou obroučky, kde jsou drahokamy připevněné v nálevkovitém osazení prokládány rámečky s ostatky a medailony s emailovými ozdobami ve formě drolerií.
Neobvykle velký obvod obroučky (66 cm) odpovídá zjištěným antropologickým údajům o Karlově lebce.
Koruna římského krále je trvale uložena na relikviářové bystě Karla Velikého, kterou nechal Karel IV. zhotovit v Praze a od roku 1349 je součástí pokladu falcké kaple v katedrále Panny Marie v Cáchách.
Věrnou repliku Koruny římského krále zhotovil v roce 2016 turnovský šperkař a zlatník Jiří Urban se svými spolupracovníky.